# Ruut Jongeling
Rudolf "Ruut" Jongeling (Renkum, 31 oktober 1927 – Haarlem, 28 februari 2013) was een Nederlands honkballer. 
Jongeling kwam in de jaren vijftig en zestig uit voor de toenmalige hoofdklassevereniging HHC. Tevens kwam hij uit voor het Nederlands honkbalteam.